# Condado de Custer (Dakota do Sul)
O Condado de Custer é um dos 66 condados do Estado americano da Dakota do Sul. A sede do condado é Custer, e sua maior cidade é Custer. O condado possui uma área de 4 038 km² (dos quais 4 km² estão cobertos por água), uma população de 7 275 habitantes, e uma densidade populacional de 1,8 hab/km² (segundo o censo nacional de 2000).